# Ducado da Curlândia e Semigália (1918)
Europa 12 kwietnia 1918.png 
| Vassalo do Império Alemão |                                                        |   |
| \| ← \| 1918 \| → \| |                                                        |   |
| |                                                        |   |
| Bandeira | Brasão                                                 |   |
| Capital | Riga 56° 57' N, 24° 5' E                               |   |
| Línguas oficiais | alemão, letão¹                                         |   |
| Religião oficial | luterana, católica romana, ortodoxa russa              |   |
| Forma de governo | Principado                                             |   |
| História | I Guerra Mundial                                       |   |
| - Tratado de Brest-Litovski | 3 de março de 1918                                     |   |
| - Reconhecimento pelo Cáiser Guilherme | 8 de março de 1918                                     |   |
| - Ducado do Báltico Unido² | 22 de setembro de 1918                                 |   |
| - Criação da Letônia | 18 de novembro de 1918                                 |   |
| - Rússia bolchevique renuncia à Letônia \| 11 de agosto de 1920 |                                                        |   |
| Moeda | Marco oriental alemão, Ostruble, Marco de papel, Rublo |   |
| 1. Também livoniano e latigaliano. 2. O Ducado do Báltico Unido absorveu o Ducado da Curlândia e Semigália antes da criação da Letônia, mas isto foi reconhecido apenas pelo Império Alemão. |                                                        |   |
| ← | 1918                                                   | → |

O Ducado da Curlândia e Semigália foi um Estado que teve uma curta duração, surgido próximo do término da Primeira Guerra Mundial e criado a partir do território anteriormente pertencente ao Império Alemão, tem muito de sua história ligada as do Ducado da Curlândia e Semigália e da atual Letônia.

## Reconhecimento
O cáiser Guilherme reconheceu a criação da Curlândia e Semigália, como um vassalo alemão ao escrever ao Landesrat da Curlândia em 8 de março de 1918 (em alemão):
Wir Wilchelm, von Gottes Gnaden Deutscher Kaiser, König von Preusen u. beauftragen hiermit Unseren Reichskanzler, der Grafen von Hertling, dem Kurländischen Landesrat zu erklären, daß Wir auf den Uns durch seine Vertreter übermittelten Wunsch und auf den Bericht Unseres Reichskanzler im Namen des Deutschen Reiches das Herzogtum Kurland als freies und selbständiges Staatswesen anerkennen und bereit sind, im Namen des Deutschen Reiches diejenige Staatsverträge mit Kurland abzuschließen, die eine enge wirtschaftliche und militärische Verbindung beider Länder gewährletsten. Gleichzeitig beauftragen Wir Unseren Reichskanzler, den Abschluß dieser Verträge vorzubereiten. Urkundlich haben Wir diesen Auftrag Allerhöchst Selbat vollzogen und mit Unserem Kaiserlichen Insiegel versehen lassen.
Gegeben ................ , den 15. März 1918
Wilchelm
Graf von Hertling.
Resumindo: Nós reconhecemos o Ducado da Curlândia como um Estado livre e independente e concluiremos acordos para cooperação econômica e militar, assinado: Guilherme, Conde de Hertling, Chanceler Imperial.

## Extinção
O Ducado do Báltico Unido foi nominalmente reconhecido como um Estado soberano pelo cáiser Guilherme II apenas em 22 de setembro de 1918, seis meses após o governo bolchevique russo ter formalmente renunciado a toda autoridade sobre o sua antiga província imperial báltica em favor do Império Alemão no Tratado de Brest-Litovsk. Após a Primeira Guerra Mundial, a Curlândia se tornou parte da recém criada nação da Letônia, em 18 de novembro de 1918.